# VaDeBo
VaDeBo és un grup de música valencià de música de mestissatge (rock, ska, hip-hop). Va fundar-se en 2013, però no seria fins 2014 quan començaren a tocar en públic. El seus membres provenen de diferents formacions de València i L'Horta i es dissolgueren el 2018. El grup pren el seu nom de l'expressió utilitzada en el joc de Pilota valenciana: és un avís a la resta de jugadors i al públic que l'escalfament ha acabat i que la partida comença.
El seu primer disc, Travesses, fou publicat el 2015 per Maldito Records. En este treball recopilen tot el material editat anteriorment, a més de tres noves composicions. Amb el seu tercer àlbum, La por, la música assoleix uns ritmes més electrònics i de rap on ressonen unes lletres de protesta contra el sistema polític, econòmic o social. Han participat en nombrosos festivals, com la Fira de Juliol de València o el Feslloch.

## Discografia
- 15-Net, senzill (autoedició, 2014)
- 30-Net, EP (autoedició, 2014)
- Travesses (MalditoDigital, 2015)
- Actitud (Maldito Records, 2016)
- La por (Maldito Records, 2018)